# Gijón Baloncesto
Il Gijón Baloncesto S.A.D. è un ex squadra di basket di Gijón, nella regione delle Asturie, in Spagna. Il club attualmente non gioca in nessun campionato, anche se nel recente passato ha più volte militato nella Liga ACB, il massimo campionato spagnolo.

## Storia
Nasce nel 1982 per acquisizione dei diritti federali del Real Grupo de Cultura Covadonga, che militava nella Segunda División della Liga Española. Nella sua prima stagione viene promossa in Primera División B, dove gioca sino al 1990, quando viene promossa nella Primera División. Rimane nella categoria per quattro stagioni, fino a quando, nel 1994, la Federación Española de Baloncesto crea la liga EBA e integra il club. Al termine della stagione 1994-1995 la squadra viene promossa nella Liga ACB, ma passa solo un anno prima che la squadra retroceda nella seconda divisione, la Liga LEB, appena creata.
Nella stagione 1998-99 la squadra viene nuovamente promossa in Liga ACB, retrocedendo solo nella stagione 2001-02. Tra la stagione 2002-03 e 2006-07 rimane sempre nella Liga LEB Oro, per poi retrocedere nel 2007 nella Liga LEB Plata (terza divisione). Dopo la stagione 2008-09 il club sparisce dal panorama cestistico spagnolo in seguito alla decisione della società di non iscriversi a nessun campionato.